# Struthiobosca struthionis
Struthiobosca struthionis är en tvåvingeart som först beskrevs av Oliver Erichson Janson 1889.  Struthiobosca struthionis ingår i släktet Struthiobosca och familjen lusflugor. Inga underarter finns listade i Catalogue of Life.